# ماجن الشيطان
ماجن الشيطان هو موقع طبيعي يقع في ولاية بنزرت شمال غرب تونس، ويُغطي مساحة سبعة هكتارات.
في هذا الموقع، والذي هُو سلسلة جبال على ارتفاع مُنخفض، مُوازية للبحر بين سيدي مشرق وسيدي البراك، وهو المخثة (مستنقع الخث) لِماجن بن حميدة، وتقع على ارتفاع 330 متر فوق مُستوى سطح البحر وتمتد على مساحة 875 متر مُربع.
صُنِّفَ محمية طبيعية في عام 1993 وموقع رامسر في 7 نوفمبر 2007 تحت اسم «بُحيرة ومُستنقع ماجن الشيطان».